# Luis Ernesto Guzmán
Luis Ernesto Guzmán Rodríguez (Danlí, El Paraíso, Honduras; 19 de diciembre de 1979) es un futbolista hondureño. Juega de Defensa y su equipo actual es el Parrillas One de la Liga de Ascenso de Honduras.

## Clubes
| Club              | País     | Año             |
| ----------------- | -------- | --------------- |
| Universidad       | Honduras | 2004 - 2005     |
| Motagua           | Honduras | 2006 - 2010     |
| Necaxa            | Honduras | 2011            |
| Motagua           | Honduras | 2012            |
| Atlético Choloma  | Honduras | 2012 - 2013     |
| Parrillas One     | Honduras | 2013 - 2014     |
| Honduras Progreso | Honduras | 2014 - 2015     |
| Platense          | Honduras | 2015 - 2017     |
| París             | Honduras | 2017 - 2018     |
| Real de Minas     | Honduras | 2019 - 2021     |
| Juticalpa         | Honduras | 2021            |
| Estrella Roja     | Honduras | 2022 - 2023     |
| Parrillas One     | Honduras | 2024 - Presente |

## Palmarés

### Campeonatos nacionales
| Título                    | Club    | País     | Año  |
| ------------------------- | ------- | -------- | ---- |
| Liga Nacional de Honduras | Motagua | Honduras | 2006 |

### Campeonatos internacionales
| Título                       | Club    | País     | Año  |
| ---------------------------- | ------- | -------- | ---- |
| Copa Interclubes de la Uncaf | Motagua | Honduras | 2007 |